# Экология Невской губы
Эколо́гия Не́вской губы́ — экологическое состояние эстуария Невы в Финском заливе, включающее в себя качество вод, сохранность прибрежных территорий и донного рельефа, благополучие флоры, фауны, пригодность для рыболовства и рекреационного использования.
С момента основания Санкт-Петербурга загрязнённые хозяйственно-бытовые стоки попадали напрямую в акваторию Финского залива, способствуя эвтрофикации и химическому загрязнению вод. С ростом и развитием промышленности резко увеличилась концентрация тяжёлых металлов в придонных осадках. Колоссальные объёмы бытовых, промышленных и хозяйственных стоков, замутнение взвесью из-за постоянного масштабного строительства, активное судоходство, эрозия береговой линии, загрязнение твёрдым мусором и другие факторы антропогенного стресса наносят непоправимый ущерб качеству вод Невской губы и здоровью её биоценозов. Возведение комплекса защитных сооружений (КЗС), практически изолировавшего Невскую губу от остального залива, нарушило систему течений и превратило её в закрытый водоёмом с высокой степенью загрязнения и низкой способностью к самоочищению.
Невская губа имеет уникальные геологические характеристики: из-за малых глубин, низкой солёности, мягкого режима волн и нестабильных течений она выполняет роль естественного нерестилища и зоны развития молодняка у птиц и рыбы, по ней проходят важные миграционные маршруты. По тем же причинам она особо уязвима для антропогенных стрессов. Представители флоры и фауны Невской губы всех уровней страдают от неконтролируемого загрязнения акватории. По имеющимся данным, только с середины 2000-х численность макрозообентоса сократилась вчетверо, а видовое разнообразие — вдвое. В акватории наблюдается антропогенная эволюция устойчивых к токсическому воздействию микроорганизмов, эндемичные виды гибнут или сменяются активными вселенцами. То же самое происходит с рыбой: инвазивные виды, занесённые с судоходством, часто более устойчивы к повышенной мутности и загрязнению вод. Развёрнутое с начала 2000 годов активное строительство в прибрежной зоне и в особенности создание намывных территорий «Морского фасада» нанесло ущерб экосистеме, оценённый экологами как «катастрофический». Работы по выемке и перемещению грунта в 2006 году привели к поднятию шлейфа взвеси длиной до 200 км, уничтожив многие нерестилища, миграционные стоянки перелётных птиц и полностью разрушив бентос и придонные сообщества. Популяция корюшки снизилась в десятки раз, практически исчезли кольчатая нерпа и серый тюлень, численность и видовое разнообразие орнитофауны сократились минимум вдвое.
Одной из серьёзных проблем является замалчивание информации о реальных масштабах деградации и загрязнения Невской губы. В России отсутствует единый федеральный надзорный орган, который следил бы за экологическим состоянием окружающей среды. Многие поллютанты не входят в стандартный перечень государственного мониторинга или не улавливаются очистными системами, результаты экспертиз часто искажаются или получают статус секретных. По данным независимых исследований, даже при снижении антропогенной нагрузки и принятии мер по рекультивации воды Невской губы будут непригодны для купания ещё несколько десятилетий.

## Общая характеристика

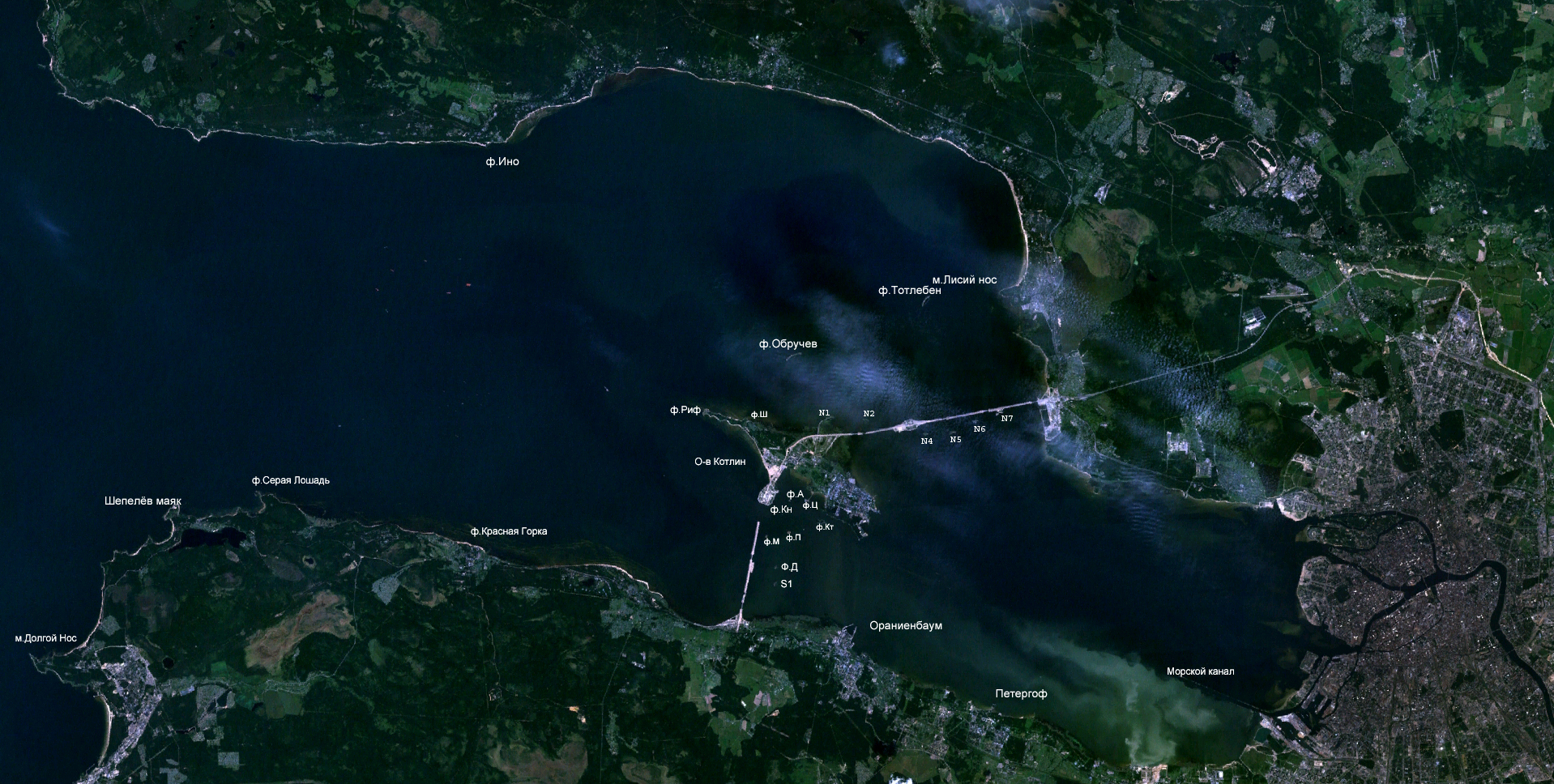
Невская губа с фортами, 2010

Невская губа представляет собой верхнюю часть эстуария Невы, то есть переходную зону между пресноводной и морской средой, и обладает уникальными природными характеристиками. Благодаря мелким глубинам, мягким приливам и волнам органические материалы и питательные вещества из прибрежных областей распределяются на более отдалённые участки. Невская губа является центром репродуктивной и поведенческой активности многих видов — её положение является благоприятным для миграционных стоянок птиц, гнездования, нереста и нагула молодняка у рыб. Биоценозы Невской губы составляют фитопланктон, зоопланктон, макрофиты, бентос, рыба и рыбообразные, водно-болотные птицы и околоводные млекопитающие.

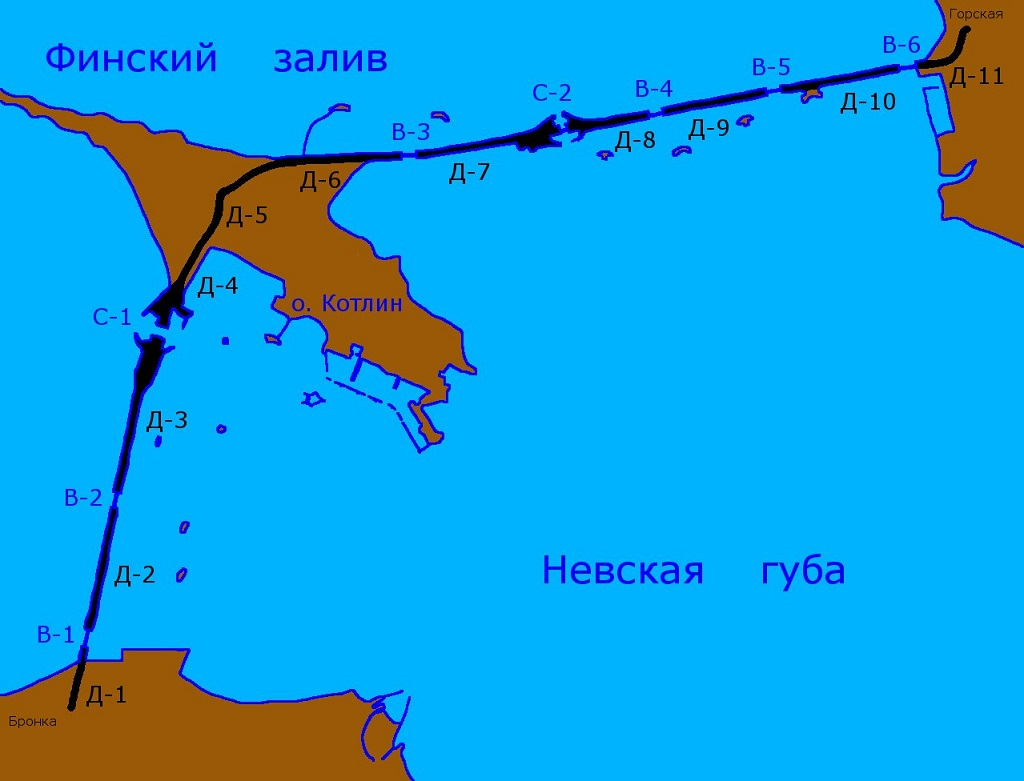
Схема КЗС, 2017

После завершения строительства Комплекса защитных сооружений (КЗС) фактически Невская губа превратилась в водохранилище с регулируемым стоком с двумя судопропускными и шестью водопропускными сооружениями. Хотя строительство дамбы шло с 1980-х до 2011, не были проведены исследования по его эффекту на изменение условий выпадения и распределения донных осадков. Естественный энерго- и массообмен в акватории были прерваны. В результате восточная часть Финского залива получила бесприливный двухслойный режим течений, которые вносят в него загрязнённые стоки из Невы, а придонными — доставляют солёную воду, обогащённую биогенами из западной части залива и Балтийского моря.
С момента основания Петербурга в Неву и Невскую губу сбрасывались загрязнённые промышленные и бытовые стоки. В течение трёх столетий антропогенные поллютанты накапливались в донных отложениях акватории. Первая станция аэрации была построена только в 1978 году, до этого ежесуточно в залив сливалось 3,2 млн м³ загрязнённой воды. По официальным сведениям, благодаря постепенному наращиванию мощностей и строительству дополнительных станций в 2005 году удалось достичь показателя глубокого очищения стоков в 85 %, а после введения в строй Охтинского коллектора — 99,5 %. Однако эта статистика не учитывает влияние территорий, не подключённых к Санкт-Петербургской канализационной сети, например, пригородных снт и пансионатов, а также аварийные и умышленные незаконные сбросы. Такие крупные районы, как Новое Девяткино, Мурино и Кудрово сбрасывают канализацию напрямую в Охту: в 2019 году «Водоканал» ликвидировал 11 выпусков, но 22 продолжили работу, а до подключения к Охинскому тоннельному коллектору их было больше 50. По мнению зарубежных экологов, Невская губа ещё с 1990-х настолько загрязнена тяжёлыми металлами, что представляет собой «техногенную лагуну». Биохимическое потребление кислорода в центральной части Невской губы превышает норму на 29 %. За весь период наблюдений с 1950-х годов концентрация кислорода у дна практически равна нулю. В 2020 году ООН признало Балтийское море самым загрязнённым в мире.
Чистота вод является первоочередным фактором, влияющим на состояние экосистем Невской губы. Ей наносит колоссальный ущерб антропогенное воздействие: строительство намывных территорий и выемка грунта, от которых образуется мелкодисперсная взвесь, постоянный проход морских судов, переносящих шлейфы поллютантов, промышленные и бытовые загрязнённые стоки. По данным государственного мониторинга, за период с 1979 по 2019 год среднегодовое поступление фосфора в Невскую губу со стоком Большой Невы и её рукавов составляет 1716 тонн, с максимумом в 3448 тонн в 2005 году, а для азота — 56860 тонн в год, максимум — 91881 тонн в 2006-м. В застойной зоне впадения вод Лахтинского разлива в Невскую губу индекс загрязнения воды (ИЗВ) составляет 34,6, тогда как в проточной — 2,6. За 22 года наблюдений только в 1998 и 2014 годах водам в восточной части Невской губы был присвоен статус «чистых». Гринпис отмечает, что многие поллютанты не входят в стандартный перечень государственного мониторинга и не улавливаются очистными сооружениями Петербурга.

## Типы и факторы негативного воздействия

### Классификация
Согласно результатам многолетних исследований, природные факторы загрязнения не оказывают сколько-нибудь значительного эффекта на состояние Невской губы. Антропогенное загрязнение делится на следующие виды:
- механическое — повышение содержания взвеси и примесей;
- химическое — наличие в воде, грунте и донных осадках органических и неорганических веществ;
- бактериальное и биологическое — наличие в воде, грунте и донных осадках патогенных микроорганизмов, грибов и мелких водорослей;
- тепловое — спуск подогретых вод с тепловых и атомных электростанций;
- радиоактивное[27];
- электромагнитное — техногенное нарушение фоновых электромагнитных полей[28].

Основным источником загрязнения вод и экологическим фактором опасности является взмучивание донных отложений. В зависимости от структуры и концентрации взвешенных частиц оказывается разное влияние на экосистемы, однако можно выделить следующие общие эффекты:
- взвесь в концентрации выше 25 мг/л уменьшает прозрачность воды и интенсивность фотосинтеза, уменьшая поступление кислорода в воду, что приводит к снижению объёма первичной продукции фитопланктона;
- взвешенные частицы также способны сами поглощать кислород, что угнетает дыхание водных организмов;
- замутненные воды быстрее прогреваются, из-за повышения температуры в экосистеме оксифильные гидробионты уступают место малоценным, но более температуростойким и токсикорезистентным видам (например, лососевые заменяются карпообразными);
- поскольку взвесь адсорбирует поллютанты (тяжёлые металлы, органические и неорганические вещества, патогенные бактерии и микроорганизмы), её взмучивание и разнос распространяют эти загрязнители на большие расстояния и приводят ко вторичному загрязнению вод;
- высокая способность к адсорбции приводит к тому, что во взвеси также накапливаются пищевые частицы, которые изменяют химико-биологические показатели воды и структуру кормовой базы;
- в большинстве случаев взвеси механически засыпают богатые пищей верхние донные слои, растения и беспозвоночных бентоса;
- при повышенной концентрации загрязнённой взвеси в воде гибнет икра и мальки, страдает здоровье популяции рыбы и птиц, оказывается долгосрочное воздействие на их иммунитет и генотип[31][32].

Из-за малых глубин, мягкого волнового режима, неустойчивой системы течений и низкой солёности Невская губа склонна к образованию застойных зон и отличается особенной уязвимостью для подвижек грунта и повышения концентрации взвешенных частиц в воде.

### Сточные воды

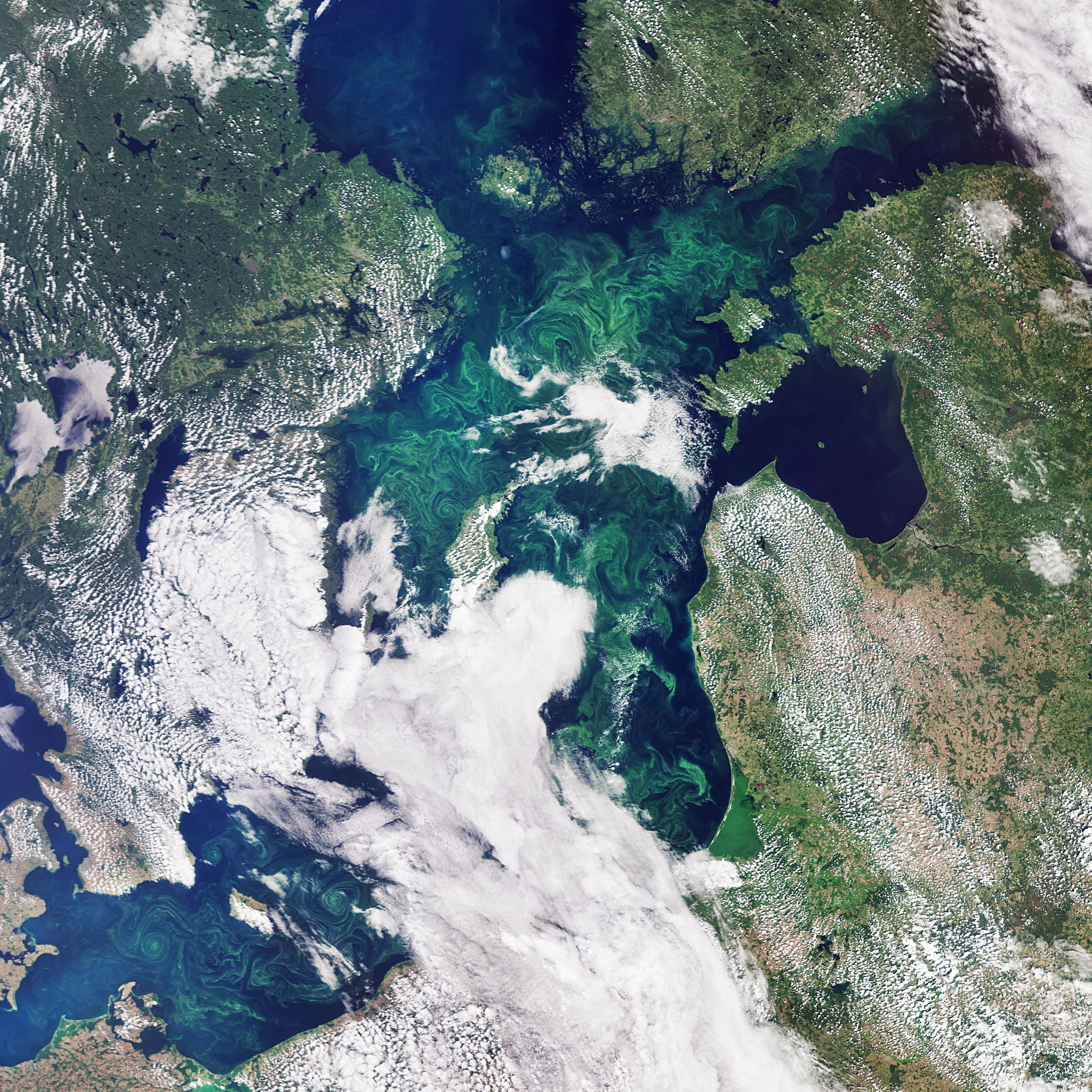
Завихрения сине-зелёных водорослей на снимке из космоса, Балтийское море, 2019

Время условного водообмена в Невской губе составляет примерно семь суток. Качество воды в акватории напрямую зависит от попадающих в неё вод из бассейна Ладожского озера. Вплоть до 1990-х выходящие из озера воды имели класс олиготрофных, то есть очень чистых. Основное загрязнение происходило за счёт хозяйственно-бытовых стоков Санкт-Петербурга и области. После смешения с бытовым стоками в Неве и стоками с Центральной станции аэрации (ЦСА) и Северных очистных сооружений (ССА) класс понижался до мезотрофных, то есть чистых. Уже в 1998 году воды акватории Невской губы оценивались как умеренно-загрязнённые, а после начала работ по намыву Васильевского острова произошло резкое ухудшение.
От загрязнения вод следует отличать эвтрофикацию: «цветение», при котором в верхних слоях воды накапливается излишняя концентрация биоактивных веществ, приводя к бурному развиваю фито- и зоопланктона. Увеличение их массы снижает прозрачность воды, от чего в нижних слоях возникает дефицит кислорода, гибнут придонные растения, микроорганизмы и рыба. При цветении сине-зелёных водорослей производятся цианотоксины, опасные для человека и животных. Среди них выделяется подгруппа нейротоксинов, поражающих центральную нервную систему. Например, вторичный метаболит цианобактерий сакситоксин приводит к параличу мышц и остановке дыхания. Циклические пептиды микроцистины и нодулярины вызывают нарушения функций печени и процессов внутриклеточной регуляции. Отравление цианотоксинами может быть как острым, так и хроническим, то есть накопленным в результате длительного по времени попадания в организм малых доз. Эвтрофикацию водоёмов, приводящую к взрывному росту цианобактерий, вызывают азот и фосфор. Первичную продукцию Финского залива провоцирует взмучивание донных отложений и затоки солёных вод с низким содержанием кислорода из Центральной Балтики. Антропогенное загрязнение происходит через смыв удобрений с сельскохозяйственных территорий и с городскими стоками, недоочищенными от фосфор и азотсодержащих моющих средств. По данным 2008 года, природные причины эвтрофикации Невской губы составляли 40 %, антропогенные —- 60 %; 65 % общей нагрузки по фосфору на Финский залив вносил Санкт-Петербург. В 2019 году с речным стоком в восточную часть залива попало около 4630 тонн фосфора и 57 тыс. тонн азота.
Источники загрязнения Невской губы делятся на точечные и диффузные, к которым относятся речные, ливневые, городские и промышленные стоки, а также воздушный перенос. По данным Гидрологического института, ежегодно в Невскую губу только на участке впадения в Лахтинский разлив Большой Невки и Каменки попадает более 1,9 млн м³ загрязнённых сточных вод. За 1995 год общий сброс сточных вод в Неву из Санкт-Петербурга и области составлял 6665,12 млн м³, из них загрязнённых и не очищенных — 681 млн м³. В 2005 году общий объём загрязнённых стоков составил 1500 млн м³. Самые значительные их объёмы зафиксированы на водовыпусках ЦСА, ССА, Юго-западных очистных сооружений (ЮЗОС),
Канализационных очистных сооружений Петродворца (КОСП).
Осенью 2016 года для оценки качества воды был проведён анализ проб с 47 станций в Невской губе. По результатам исследования оказалось, что практически все воды Невской губы попадают под категорию «грязных» и «чрезвычайно грязных», с превышением предельно допустимой концентрации (ПДК) по меди, железу, цинку и свинцу в 4 и более раз. Также на некоторых участках ПДК по марганцу была превышена в 83 раза, по железу — до 49. Только частично воды за дамбой имели характеристику «чистых» и «умеренно загрязнённых». При этом наблюдалось пониженное содержание в воде растворённого кислорода. Пробы донных отложений также показали многократные превышения ПДК тяжёлых металлов и бензпирена. По пищевой цепи от донных бентосов тяжёлые металлы попадают в рыбу и организм человека, накапливаясь в костях и тканях. К 2017 году геологи не зафиксировали улучшения состояния донных осадков — превышение ПДК химических элементов оставалось на уровне не меньше 1,3 раз, особенно сильно загрязнение азотом и фосфором, к категории «чистая» относится только четверть площади грунтов Невской губы.
Значительный объём нефтепродуктов и тяжёлых металлов попадает в акваторию Невской губы из загрязнённых грунтовых вод Санкт-Петербурга. Хотя от общего объёма стока грунтовые воды составляют лишь около 1,3 %, из-за эрозии берегов они попадают в напрямую Финский залив без какой-либо очистки, а с ними ежегодно как минимум 83255 т растворённых веществ. В 2010-х экологи отметили резкое ухудшение качества верхних горизонтов, сильное загрязнение нефтепродуктами, алюминием, свинцом, формальдегидом. Одним из наиболее неблагополучных является участок промплощадки Северо-Западной ТЭЦ, в скважинах на территории которой фиксируют превышение ПДК по железу в 800 раз. В Красносельском районе в одной из скважин в 2007 году было зарегистрировано стократное превышение ПДК нефтепродуктов. В определённой мере на загрязнение грунтовых вод влияет и городская канализационно-водопроводная сеть: проложенная в 1950—1980 годах, к началу XXI века она на многих участках износилась, трубы поражены коррозией.
При ежемесячном анализе в течение 2006—2016 годов в области Невской губы и КЗС воды имели средний уровень фекального загрязнения, пробы демонстрировали значительную обсеменённость колифагами, патогенной микрофлорой и кишечными вирусами, что свидетельствует о поступлении не прошедших очистку канализационных стоков. В отдельных случаях наблюдалось превышение концентрации кишечной палочки в 10 тыс. раз. Одним из однозначных способов оценки чистоты вод является анализ состояния гидробионтов. В прибрежных зонах у Репино и Зеленогорска в телах ракообразных, крабов и моллюсков обнаружены кофеин, диклофенак, гормональные препараты. Повышенные концентрации соединений азота, зафиксированные во всей Невской губе, также являются следствием слива в акваторию неканализированных вод.

### Строительство
Непрекращающееся масштабное строительство в акватории Невской губы является вторым по значимости фактором, ухудшающим качество её вод. Любые работы, сопряжённые с выемкой и перемещением грунта, забивкой свай, устройством мостов, прокладкой трубопроводов, вызывают различные по длительности и интенсивности очаги замутнения. Донные осадки являются местом накопления всех загрязняющих веществ, поэтому представляют собой токсическую угрозу.
По словам Леонтины Сухачевой, ведущего научного сотрудника лаборатории изучения береговых зон НИИ «Космоаэрогеологических методов» и кандидата географических наук, в новейшей истории акватории Невской губы можно выделить три периода:
- с 1970-х по 1990 год;
- с 1990-х по 2004 год;
- 2005 — настоящее время[62][63].

В первый период шли активные работы по намыву новых территорий и прибрежные воды сильно загрязнялись взвесью. После 1990-го происходило постепенное улучшение состояния акватории: тогда наблюдалось достижение целевого показателя концентрации растворённого кислорода в воде (выше 2,17 мл/л). Эта тенденция была краткосрочной и связана со спадом городского промышленного производства. С 2000-х годов в акватории было реализовано и до сих пор строятся 13 крупных объектов инфраструктуры, в том числе дамба, намыв Васильевского острова, портовый комплекс «Бронка», «Балтийская жемчужина», элементы инфраструктуры «Газпром Арены», были углублены Петровский фарватер и Подходный канал. С началом реализации проекта «Морской фасад» ситуация стала катастрофической: экологи называют его «главным ударом» по экологии Невской губы. Объём дноуглубительных работ только в 2006 году составил 12 150 тыс. м³, шлейф взвеси растянулся на 150—200 км. Международный стандарт требует приостановки работ, если при перемещении грунта в воду попадает 5 % взвеси, при этом при строительстве «Морского фасада» этот показатель иногда достигал 50 %. В 2006—2008 годах концентрация взвеси в воде акватории Невской губы составляла 300 мг/л при установленной в РФ норме 10 мг/л. Для сброса грунта использовали пульпопроводы, которые дешевле в использовании, чем баржи, но и значительно больше распространяют взвесь в воде. В результате поднялись донные отложения, содержащие микропластик и многочисленные поллютанты. Геологи также зафиксировали перераспределение осевшего «чернобыльского» Цезия-137. Литоральным сообществам был нанесён такой ущерб, что численность организмов макрозообентоса упала с 15000—20000 экз/м² в 2005 до 500—1000 экз/м² в 2009 и 2010 годах, причём после многолетнего мониторинга учёные не выявили сколь-либо явной тенденции к восстановлению.
Комплекс защитных сооружений, отделяющий Невскую губу от остальной части залива, также оказал негативное влияние на её состояние: из-за снижения водообмена и нарушения течений некоторые её зоны оказались заболочены и лишены возможности самоочищаться. В начале 2021 городские власти объявили о проекте намыть уже 163 га земель в северо-западной оконечности Васильевского острова, для чего потребуется выемка и перемещение 9,5 млн кубометров грунта. Дирекция КЗС выступила с заявлением, что её расчётные параметры не учитывали подобного сокращения площади акватории, и намыв такого количества суши неминуемо приведёт к наводнениям в исторической части города.
Выемка песка на мелководьях Невской губы, например, проходившая при строительстве в районе Северной Лахты, также нанесла непоправимый ущерб экосистеме. Образовавшиеся ямы глубиной в 20 метров на мелководье со средней глубиной в два метра непригодны для молодой водной биоты, они нарушают транспортирующие свойства водных потоков и выступают накопителями для органического мусора, тяжёлых металлов и нефтепродуктов. В антропогенных понижениях рельефа накапливается радий-226, в некоторых участках акватории зафиксирована его концентрация до 629 Бк/кг. Скорость выпадения осадков в этой зоне аномальная и превышает 5 см в год. Несмотря на это, аффилированная с Евгением Пригожиным компания «Зингер Девелопмент» собиралась намыть у Ольгино ещё 200 га земель под строительство жилья и коммерческой недвижимости. Запретить проект удалось только по решению Верховного суда после протеста сразу нескольких комитетов Смольного.

### Промышленность
Загрязнение промышленного происхождения представляет собой наибольшую опасность для вод восточной части Финского залива. Только на территории Невского района функционируют свыше 120 промышленных предприятий и выявлен 31 участок радиоактивного загрязнения. Наиболее распространёнными загрязнителями являются медь, цинк, железо, марганец, алюминий, свинец, кадмий, никель и кобальт, азот и нефтепродукты. Фенол, этилбензол, диоксиды кремния и серы настолько токсичны, что вызывают у птиц отёк мозга и тяжёлые поражения лёгких. Одной из наиболее заметных зон загрязнения является Северная станция аэрации, воды у которой загрязнены тяжёлыми металлами и имеют очень высокий уровень эвтрофикации (содержание азота до 800 μ/л). У порта Бронка наблюдается концентрация нефтепродуктов в 5,3 мг/л, что в два раза больше, чем уровень «высокого загрязнения». В 2018 году в Коломягах содержание фенола в атмосфере превышало ПДК в 42,4 раза, этилбензола — в 6,2 раза. Доля атмосферной нагрузки (выпадение с осадками загрязняющих веществ) в целом по Финскому заливу составляет 17 %.
Акватория Санкт-Петербургского порта является наиболее неблагополучной зоной: суммарный показатель загрязнения в ней достигает 300 единиц, тогда как по периферии Невской губы он составляет 32—-50 единиц.

### Судоходство
Порт «Морской фасад» является единственным на северо-западе страны, отвечающим международным стандартам приёма круизных лайнеров водоизмещением до 160 тыс. тонн. Выбросы от энергетических установок таких судов распространяются в радиусе до 11 км и как минимум в 2—4 раза превышают ПДК по диоксиду азота, диоксиду серы и ультрадисперсным частицам. Поскольку в одну навигацию порт принимает до 740 судозаходов, оказывается серьёзный негативный эффект на акваторию Невской губы. Однако наибольшее количество вредных выбросов аккумулируется в портовой зоне из-за скопления автотранспорта, на котором пассажиры прибывают в порт.
В районе Ломоносовского порта фиксируется девятикратное превышение ПДК по железу, а у Морского торгового порта в 2018 году — 12-кратное ПДК по меди.
Судоходство также является источником занесения чужеродных видов в локальные экосистемы: 41 % из инвазивных видов были занесены в Невскую губу на корпусах судов и в балластных камерах.
Скоростной и крупногабаритный водный транспорт, установки радиосвязи, навигационное оборудование, электрическое поле кильватерной струи при движении и прочие связанные с судоходством процессы провоцируют локальные электромагнитные возмущения, влияющие на водных обитателей. Превышение порога толерантности к электромагнитным излучениям, характерным для природного фонового уровня, изменяет биоритмы и поведенческие реакции у гидробионтов, угнетают естественные процессы развития и размножения, в конечном счёте негативно влияя на все водные экосистемы.

### Геологические процессы

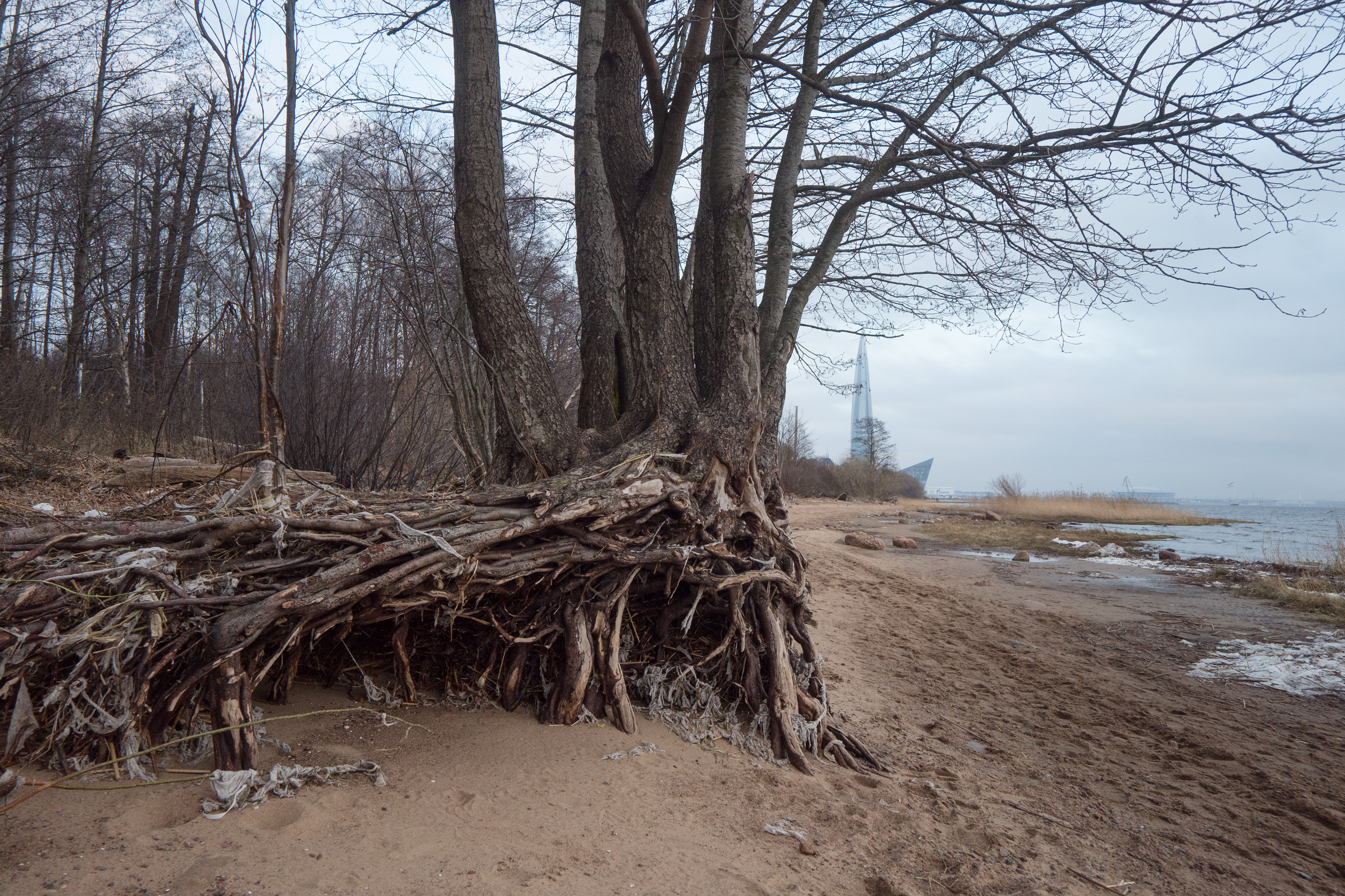
Оголённые корни дерева — результат эрозии берега, 2020

Дно Невской губы в настоящее время является полностью антропогенно трансформированным, природный рельеф заменён искусственными возвышенностями (насыпным грунтом) и углублениями (места выемки). Нарушение структуры подводного ландшафта приводит к неустойчивости береговой линии. На это влияют также глобальные климатические процессы, то есть увеличение штормовых периодов, изменение ледовитости и уровня моря. Локальное вмешательство, тем не менее, имеет более выраженный эффект. Геологи отмечают активную эрозию берегов почти по всему Финскому заливу. По данным мониторинга за период с 1990 по 2016 год береговая полоса сократилась на 12-—30 метров. В районе санатория «Чёрная речка» отступание берега составило 25 м, а в Комарово было утрачено 39 м пляжной полосы. В районе посёлка Репино ежегодное размывание берега составляет три метра. Абразивные процессы прибрежных земель в регионе ежегодно приводят к обвалам деревьев, подтоплению зданий, разрушению дорог, в том числе участков Приморского шоссе. Непрофессиональное берегоукрепление у посёлка Солнечное спровоцировало отступание суши на 10 м. По данным на 2013 год особенно остро проблема размытия берегов сложилась в районе посёлков Красная горка и Лебяжье, а также 57-го километра шоссе Санкт-Петербург — Ручьи. Абразия береговых уступов достигла такой степени, что затопление угрожало жилой застройке и участку федеральной трассы. На участке Парка 300-летия Санкт-Петербурга образуются осыпи и подводные карьеры глубиной до 12 м, а общее отступление суши достигает 6 м в год. Подобным образом размываются пляжи к востоку от Ольгинского ковша до Лахты. Ещё в 2008 году геологи составили план берегозащитных мероприятий, реализация которого была отложена на неопределённый срок из-за отсутствия финансирования.При сохранении нынешних тенденций к 2025 году поражённость берегов Финского залива эрозией составит 72 %.
Ещё одной серьёзной проблемой береговой зоны являются заиление, заболачивание и зарастание тростником, а также вынос водорослей. Все эти явления возникают вследствие эвтрофикации и роста первичной продукции. Берега от КЗС до Лисьего носа и посёлка Морские Дубки, а также острова Верперлуда и станции Морская: на этих территориях береговые склоны всё сильнее заиляются и зарастают тростником. В Петергофе у восточной границы Александрийского парка тростником заросло свыше 300 метров пляжной полосы. В малых бухтах скапливаются разлагающиеся водоросли, берега заболачиваются. Развитие нитчатых водорослей Cladophora glomerata экологи оценивают как катастрофическое, в конце лета-начале осени их объём достигает 20-30 тонн на 1 га прибрежной полосы. Скопление гниющих водорослей является благоприятной средой для размножения колиформных энтеробактерий и сальмонеллы. Процесс разложения водорослей провоцирует гипоксию водной среды: снижение количества растворённого кислорода вредит бентосным организмам, нарушает стабильность экосистемы и в конечном счёте приводит к вымиранию видов.
Серьёзные опасения геологов вызывает образование покмарков на территории в 20 км², непосредственно примыкающей к Ленинградской атомной электростанции. Их происхождение, вероятно, объясняется разгрузкой вод Вендского водоносного комплекса, однако в некоторых кратерах обнаружен изотопно-тяжёлый метан, что свидетельствует о их формировании при выходе глубинных газов. Только в Копорском заливе за 2013 год было обнаружено более 200 покмарков диаметром до 15 метров.

### Мусор
Морской мусор представляет собой одну из основных угроз для экологии Финского залива. К нему относятся загрязняющие предметы из различных материалов, выброшенные людьми или занесённые на берега и в воду с ветром или стоками. Наибольшую опасность с точки зрения ущерба природе наносит микромусор — твёрдые частицы синтетических полимеров размером меньше 5 мм, которые легко переносятся течениями на дальние расстояния. Микропластик часто содержит фталаты, бисфенол А и другие опасные вещества, а кроме того, он способен впитывать органические и химические загрязнители, поэтому при попадании в организм рыб и животных он наносит им тяжёлый токсический урон. Экологи отмечают неодинаковое состояние северного и южного побережий Невской губы с точки зрения распределения мусора: в южной части преимущественно обнаруживается битое стекло и частицы ржавого металла, тогда как в северной — в основном пластик и его микрочастицы. Концентрация микропластика в Невской губе составляет от 0,8 до 1,2 ед./м².
Ежегодный объём пластиковых отходов Санкт-Петербурга и Ленинградской области превышает 112 тыс. тонн. Регион не имеет централизованной системы переработки мусора, отходы захоранивают на полигонах, значительная часть из которых была переполнена уже в 2018 году. Мусор, оставленный на пляжах отдыхающими, отходы с нелегальных свалок, распадающиеся на микрочастицы рыболовные сети попадают в акваторию Невской губы. Крупные предметы под действием ветра и течений сбиваются в мусорные острова, которые стали забивать затворы плотин ГЭС в Ленинградской области.

## Флора и фауна

### Планктон и зообентос
По разным источникам, состояние донных сообществ Невской губы оценивается от «посредственного» до «катастрофического». В 2003—2012 годах в акватории обитали свыше 100 видов зоопланктона. Распределение неравномерно: в открытой части плотность биомассы летом в среднем составляет 0,02 до 0,7 г/м³, в зарослевых зонах в некоторые годы — до 60 г/м³. Видовое богатство и популяция зоопланктона сильно пострадали в 2006—2008 годы в связи со строительством «Морского фасада» и продолжают снижаться. Например, пробы у Ольгино в 1999 году показывали численность макрозообентоса в 15-20 тыс. экз./м², а биомассы — 20-25 г/м². В 2006 было зафиксировано минимальное число видов — 29, в четыре раза сократилась биомасса. После продолжительного негативного антропогенного воздействия к 2009 году число экземпляров макрозообентоса упало до 500—1000 экз./м². К 2012 году исчезло более 50 % видов зоопланктона.
Помимо снижения численности, учёные отмечают антропогенную эволюцию планктона и зообентоса в Невской губе, а также смену видового состава. Поскольку её воды являются наиболее эвтрофированной частью Балтийского моря, микроорганизмам приходится приспосабливаться к условиям техногенного загрязнения. Планктон и бентос реагируют на него неодинаково: зообентос восстанавливается медленнее, а планктон имеет более высокую скорость адаптации. Нитчатые, ценобиальные и колониальные формы водорослей травмируются взвешенными частицами, но достаточно быстро возвращаются к исходной структуре и функциональности. При этом фитопланктон активно поглощает железо, по пищевой цепи оно передаётся организмам более высокой организации. У зоопланктона естественный отбор оставляет только особи, устойчивые к загрязнениям: у слабых развиваются хронические токсикозы и опухолеподобные аномалии, заболевшие быстрее и больше выедаются рыбами. Исследование ветвистоусых рачков, обитающих в Невской губе, выявило у них системные патологические изменения. Уже с 1986 года учёные обнаруживали у разных видов гидробионтов, обитающих в Невской губе, опухолеподобные аномалии. Например, в 1988—1990 годах от 41 до 80 % науплий в Невской губе имели подобные опухоли. В случаях, когда скорость приспособления ниже скорости вымирания, исчезают целые виды. Под действием загрязняющей взвеси изменяется видовой баланс зоопланктона: вместо мирных фильтраторов начинают доминировать илолюбивые хищные виды. Как показывают современные исследования, в восточной части успешно расселяются чужеродные для Невской губы эврибионтные формы — хирономиды, амфиподы. Они имеют высокую толерантность к загрязнению, короткий жизненный цикл, размножаются интенсивно и имеют широкий спектр питания. Процесс замещения эндемичных видов чужеродными необратим и в некоторых зонах уже состоялся на 99 %.
Выпадение взвеси приводит к механическому удушью донных беспозвоночных, многие виды которых не выносят засыпания даже 0,5 см грунта. Например, большинство моллюсков могут выбраться только из под 1 см осадков. У фильтрующих гидробионтов и ракообразных большие объёмы взвеси забивают жаберный аппарат и приводят к гибели.

### Рыба
В Невской губе водится 37 видов рыбы 16 семейств, а также миноги. Природная функция акватории — нерестилище и пастбище для молодняка, она является естественным питомником рыбы благодаря обширным мелководным участкам, которые хорошо прогреваются и богаты растительностью. В Невской губе воспроизводится значительная часть рыбы Балтийского моря: 38 % популяции леща, 40 % судака, 65 % плотвы, 74 % колюшки трёхиглой, 88 % ерша и 98 % девятииглой колюшки. По мере взросления рыба мигрирует в другие области Финского залива. Также по Невской губе проходят важные миграционные маршруты корюшки и невского лосося. При этом именно мальки и икра являются наиболее уязвимыми для таких видов антропогенного воздействия, как увеличение концентрации взвеси в воде, экскавации и сбросу грунта, распространению диспергированной нефти и нефтяной плёнки.
Масштабные работы по намыву новых территорий вызвали системное ухудшение качества воды в Невской губе, сглаживание донного ландшафта, исчезновение водной растительности — в результате рыба потеряла нерестилища, зимовальные ямы, безопасные территории для нагула молодняка. Концентрация взвеси в воде свыше 20 мг/л является порогом для отпугивания корюшки, 40-60 мг/л — для лососёвых. Примечательно, что повышенные концентрации взвеси приводят к отложенной гибели взрослой рыбы: вызывая усиление двигательной активности, они провоцируют истощение, нарушают липидный, белковый и минеральный обмен, токсикозы, порождают «плавниковую гниль» и забивание жаберного аппарата.
Среднегодовая продуктивность нерестилищ в Невской губе в конце XX века составляла 2 т/га, к 2018-му она упала до 0,230 т/га. Общий улов рыбы в 1960—1980-х годах варьировал от 20 до 25 тыс. тонн в год, в отдельные годы достигая 36,6 тыс. тонн. В 2003 году улов составил 6 тыс. тонн, а в 2013 — 2,9 тыс. тонн.
С 1970-х ежегодный улов корюшки в Финском заливе составлял около 4 тыс. тонн, к 2005-му этот показатель уменьшился до 1 тыс.. Плохо переносящая загрязнённую воду рыба, к которой относятся сом, хариус, язь, голавль и угорь, практически исчезла. Снижение популяции корюшки происходит и из-за подселения в акваторию чужеродных видов: например, расплодившийся в последнее время в Невской губе понто-каспийский бычок поедает её икру.

### Птицы
Санкт-Петербургский регион является важной зоной для Беломорско-Балтийского миграционного пути. Мелководные участки Невской губы площадью около 50 км² используют для длительных стоянок водоплавающие и околоводные птицы из разных миграционных систем. Ежегодно северо-западную часть региона пересекает 2-3 млн особей, сухопутные мигранты имеют численность от 10 до 25 млн. Их численность в десятки раз превосходит количество гнездящихся и постоянно проживающих на этой территории видов, поэтому их роль в функционировании экосистем значительно выше. Климатические условия региона, высокий уровень биоразнообразия и хорошая кормовая база даже зимой и ранней весной, освобождение ото льда и снега раньше, чем на севере Финского залива, делают его жизненно важным местом миграционных стоянок и гнездования для 170 видов птиц: гусей, чаек, дроздов, скворцов, ласточек, кряквы, серых уток, веретенников, куликов и других. Ещё в 1990-х орнитологи фиксировали массовые (до тысячи особей) стоянки гусей и лебедей в прибрежных водах южной части Невской губы. Всего за сезон насчитывали здесь до 300 тыс. особей различных видов.
Продолжительное негативное антропогенное воздействие нанесло значительный ущерб орнитофауне Невской губы. Эрозия берега, разрушение плавней (заросли прибрежно-водной растительности), вымирание бентосных видов, которые являются кормовой базой, эвтрофикация воды, прямое шумовое воздействие приводят к исчезновению многих видов из акватории. Скопления птиц на плавнях и стоянках формируются сутками, а рассеяться из-за резкого спугивания они могут за одну-две минуты. Птицы при этом не возвращаются на покинутое место, а движутся вперёд по миграционному маршруту, в итоге у них развивается истощение и переутомление.
В 2011 году в южной части акватории для строительства многофункционального морского перегрузочного комплекса близ станции Бронка была выделена территория, на которой находилась самая массовая в Невской губе миграционная стоянка птиц. Её уничтожение стало самым мощным ударом по орнитофауне за историю наблюдений с 1970 года. Мониторинг миграционных стоянок водоплавающих птиц в 2013 год обнаружил резкое снижение числа особей: до 14000 от 37000 в 2012 году. Из 40 обычно останавливающихся в акватории мигрирующих видов в 2013-м было зафиксировано только 29. К 2015 году были уничтожены плавни в районе Ольгина канала, которые являлись наиболее ценными для миграционных стоянок. После начала работ по строительству подходного канала к новому порту в Бронке на участке наблюдения «Кронколония» в 2015 году было зафиксировано двукратное падение численности птиц. К 2018 целый комплекс видов сменил ареал миграции и гнездования, сместившись от пресноводных плавней за пределы Невской губы.
В конце марта 2001 года орнитологи фиксировали до 500 особей лебедя-кликуна в день только на полыньях острова Белый. Весной 2013—2015 годов в бухте Чёрная Лахта были обнаружены единичные гнёзда лебедей и не более 12 взрослых особей. В 2020-м году во всём заказнике «Южное побережье Невской губы» было зарегистрировано только 64 лебедя, а в «Северном» — 122.
Снижение числа перелётных птиц в регионе может иметь долгосрочные последствия глобального масштаба. Так, уменьшение популяции гусей прямо влияет на экологию русского севера: птицы съедают значительную часть растительной массы в тундре, благодаря чему не начинаются процессы гниения.

### Млекопитающие
На вершине пищевой цепи в экосистеме Финского залива находятся млекопитающие, которые страдают от всех тех же факторов антропогенного стресса, что и бентосные сообщества, птицы и рыба. В 1970-х в восточной части Финского залива обитало почти 13 000 особей кольчатой нерпы. В этом ареале нет природных хищников, угрожающих нерпе, опасность для неё представляет только человек. Вплоть до запрета на промысел в 1975 году её отлов был настолько масштабным, что в некоторые годы превышал естественный прирост. Очень часто звери запутываются и гибнут в рыболовных сетях, часты случаи и намеренного убийства рыбаками из-за того, что нерпы выедают их улов. Осенью 1991-го в заливе была зафиксирована крупнейшая массовая гибель нерпы, свыше 150 мёртвых особей вынесло на берега, неизвестным осталось число не обнаруженных тел. Одним из серьёзных факторов угрозы является постоянное уменьшение ледяного покрова: период размножения у нерпы приходится на зиму, бельки обычно рождаются в феврале. Беременным самкам требуются норы в паковом льду, чтобы успешно родить и выкормить детёнышей в надёжном укрытии. Из-за глобального изменения климата и теплового загрязнения вод залива с каждым годом пригодного льда для нор становится меньше, а раннее таяние приводит к тому, что детёныши оказываются не защищены. К 2013-му популяция составляла не больше сотни, а тюленей — около пяти сотен. Зимой 2020 года в Финском заливе ледяного покрова не было даже в феврале.

## Прогнозы
Состояние Балтийского моря и Невской губы значительно влияет на здоровье населения Петербурга и Ленинградской области. Экологи оценивают состояние акватории Невской губы как глубоко депрессивное. При сохранении текущей антропогенной нагрузки высок риск её вторичного загрязнения, признаки которого фиксировались уже в 2013 году.
Застойные явления в южной части Невской губы провоцируют накопление патогенной микрофлоры. Потенциально это может привести к эпидемической опасности. Хотя согласно проектной документации в зоне КЗС не обнаруживается термотолерантных колиморфных бактерий, независимые исследования регистрируют их при каждом заборе проб. Их наличие свидетельствует о попадании в воду свежих фекальных масс. В августе 2017 года концентрация Enterobacteriaceae в прибрежной зоне превышала ПДК в 20 раз. Учёные утверждают, что даже при остановке негативного техногенного воздействия для купания воды Финского залива будут непригодны ещё несколько десятилетий.
При сохранении существующих тенденций, то есть общего повышения уровня моря вследствие глобального потепления и таяния льдов, эрозии берегов, увеличения объёма выпадающих осадков, без пересмотра стратегии эксплуатации КЗС риск наводнений в Санкт-Петербурге в 2080 году вырастет в 20 раз.

## Пути восстановления экосистемы

### Очищение воды
Способности к самоочищению воды очень ограничены: основным путём является выпадение осадков на дно, однако при концентрации взвеси свыше 1 тыс./л наблюдается гибель почти всех бентосных организмов, в том числе моллюсков, которые выступают главными фильтраторами. Анализ состояния акватории в 2013 году показал положительную динамику оседания взвешенных фракций относительно кризисных 2006—2007 годов, однако в целом ситуация с загрязнением не изменилась. Алевропелитовые осадки сосредоточились в зонах понижения рельефа, незначительное очищение вод от химического загрязнения зафиксировали в северной части губы.
Без полноценной системы канализирования, очистки и фильтрации невозможно очистить воды акватории от соединений азота, которые служат основной причиной эвтрофикации вод. Образующийся на очистных станциях осадок в настоящее время сжигают, но более эффективным является использование для получения биогаза. Требуется также принудительная аэрация акватории: повышение уровня кислорода снижает выход фосфора из донных осадков, однако этот метод должен использоваться осторожно, чтобы не нарушить стратификацию вод.
Ещё в 1985 году Рувим Афроимович Нежиховский предложил проект перенаправления потока в юго-восточном углу Невской губы, который может увеличить расход воды в застойной части с 20-50 до 200—250 м3/с.

### Адаптация экосистем
Природа отличается высокими адаптационными способностями. Многие виды рыбы и птицы в условиях урбанизационного давления осваивают ранее нехарактерные для себя территории. Опубликованное в 2021 году исследование обнаружило, что на КЗС стали гнездоваться зуйки-ходулочники, а для рыбы он часто служит искусственным рифом — как убежище и место нереста. Постепенно возникают новые заросли макрофитов, однако они характеризуются рыхлостью и имеют только один ярус, тогда как для высокого биоразнообразия требуется минимум 2-3 слоя.

### Организация ООПТ
Организация особо охраняемых природных территорий (ООПТ) помогает нейтрализовать антропогенный стресс на биологические сообщества. В прибрежной полосе Невской губы расположены комплексный заказник Юнтоловский, памятник природы Стрельнинский берег и парк «Сергиевка». 25 ноября 2009 года по указу правительства Санкт-Петербурга был создан заказник регионального значения «Северное побережье Невской губы». Площадь заказника — 330 га, на его территории обитают 168 видов птиц и 24 вида млекопитающих, некоторые из которых занесены в Красные книги разных уровней. В октябре 2013 года правительство Санкт-Петербурга издало приказ об организации государственного природного заказника регионального значения «Южное побережье Невской губы», включившего три участка береговой территории. На них зарегистрированы 47 из 55 видов птиц, входящих в региональную Красную книгу и 7 — в федеральную. Однако воды акватории, непосредственно представляющие собой требующий особой охраны объект, в границы заказника включены не были. Поскольку юридически акватория является федеральной собственностью, на неё не распространяются местные режимы ООПТ — запрет на рыбную ловлю, проход судов и прочие меры, которые беспокоят птиц при миграционных стоянках и гнездовании. Орнитологи и экологи призывают переформировать заказники в национальные парки кластерного типа с чётко установленными режимами охраны в зависимости от времён года.

### Рекультивация
Нарушения подводного ландшафта, приводящие к системному снижению поголовья рыбы, можно решить с помощью нескольких мер рекультивации: воссоздать выработанные подводные месторождения песка, восстановив природный макрорельеф дна, для чего применять чистые, несущие малую нагрузку на среду грунты (песок, гравий). Засыпать котлованы необходимо вне сезона нереста и миграции рыбы, используя технологии, не допускающие взмучивания воды и последующего размывания грунта. Потребуется также восстановить биотопы средней и высокой ценности. Для этого требуется создать искусственные нерестилища, донные нерестовые гнёзда, восстановить экосистемы прибрежных зарослей, рекультивировать водно-болотные угодья.
В связи с экстремальной скоростью абразии на многих участках Невской губы, первоочередной является реализация программы защиты береговой линии.

### Восстановление популяции и видового разнообразия
Одним из путей восстановления численности и видового разнообразия птиц и рыбы является корректная реинтродукция специально разведённого молодняка. Например, для серых гусей перспективным является высаживание пар-родителей с недавно вылупившимися птенцами. Для компенсации разрушения нерестилищ, зафиксированного во многих экосистемах Невской губы, требуется выращивать и выпускать молодняк рыбы адресно в зонах, потерпевших наибольший урон.
Для восстановления популяции серого тюленя и кольчатой нерпы требуется целый комплекс мер, контроль за которым должно вести государство. Например, установлено, что изъятие улова в тёмное время суток и первые полтора часа после рассвета гарантирует сохранность 92-93 % рыбы, поскольку тюлени не охотятся ночью. Такая мера позволила бы свести на нет конкуренцию за улов с рыбаками. В настоящее время ведутся программы реабилитации щенков, которые слишком рано оторвались от самки и могут погибнуть, однако подобная работа с единичными случаями не может компенсировать системного антропогенного вреда на популяцию.

### Государственный контроль
В Российской Федерации отсутствует единый федеральный орган надзора за экологическим состоянием окружающей среды. Отдельные функции выполняют разные институты, что приводит к размытию ответственности за нарушения. Крупные инженерные проекты, реализованные на берегах Невской губы после 2002 года, велись различными компаниями и были в первую очередь ориентированы на коммерческую выгоду. Некоторые из объектов нанесли непоправимый урон природе акватории, при этом в прессу не допускали информацию о рисках и результатах экологических экспертиз и мониторингов. В некоторых случаях, как например с «Морским фасадом», имело место целенаправленное сокрытие и искажение подобной информации. Результаты публикуемых государственных мониторингов часто противоречат экспертным оценкам: например, официальный доклад о состоянии окружающей среды в Ленинградской области утверждает, что в водах Финского залива не обнаружен фенол, хотя гидрохимические исследования демонстрировали экстремальные превышения ПДК в прибрежных зонах Невской губы. Даже в случаях, когда масштабные строительные проекты проходили экспертизу экологов, не рассматривалось их комплексное совместное воздействие на акваторию. Чтобы избежать дальнейшей деградации акватории требуется вести объективный комплексный мониторинг и применять международный опыт восстановления экосистем.